# ريكا ماتسوموتو
ريكا ماتسوموتو (松本梨香 ماتسوموتو ريكا) هي مطربة وممثلة يابانية ولدت في 30 نوفمبر 1968 في يوكوهاما، كاناغاوا.

## أدوارها في الأنمي

### مسلسلات أنمي تلفزيونية
- بوكيمون - آش كيتشام, بيرزيان
- بوكيمون أدفانس - آش كيتشام
- بوكيمون دياموند/بيرل - آش كيتشام
- بوكيمون بلاك/وايت - آش كيتشام
- بوكيمون إكس/واي - آش كيتشام
- بوكيمون سن/مون - آش كيتشام
- رحلات بوكيمون - آش كيتشام
- يوغي - باكورا
- آوتلو ستار - جيم هوكينغ
- يو يو هاكوشو - سيمان
- أنت رهن الاعتقال - آوي فوتابا
- أمير التنس - هانا
- الآن وبعدئذ، هنا وهناك - زيس
- كابتن ماجد: الطريق إلى 2002 - بسام (أيام الصبا)
- بارادايس كيس - كويزومي
- دراغون درايف - موكاي
- ترايجان - كايت
- المتحري العفريت نيورو نوغامي - أيومي كاكو
- المحقق كونان - ريكو كوجو
- أسوماتسو-كون (1988) - تشوروماتسو
- كعبول - مشاكس
- لقد تدهور الجنس البشري - دوك
- وديع بائع الحليب - جلال

### أنمي الإنترنت
- نينجا سلاير فروم أنيميشن - لاوموتو تشيبا

### أفلام أنمي
- سلسلة أفلام بوكيمون
  - فيلم بوكيمون الأول: ثأر ميوتو - آش كيتشام
  - فيلم بوكيمون 2000: قوة الإتحاد - آش كيتشام
  - فيلم بوكيمون 3: إنتي و تعويذة الأنون - آش كيتشام
  - فيلم بوكيمون فور إيفر: سيليبي صوت الغابة - آش كيتشام
  - بوكيمون هيروز: لاتيوس و لاتياس - آش كيتشام
  - فيلم بوكيمون: جيراتشي محقق الأماني - آش كيتشام
  - فيلم بوكيمون: مصير ديوكسيس - آش كيتشام
  - فيلم بوكيمون: لوكاريو و لغز ميو - آش كيتشام
  - بوكيمون رينجر و قصر البحر - آش كيتشام
  - فيلم بوكيمون: نهوض داركراي - آش كيتشام
  - فيلم بوكيمون: غيراتينا و محارب السماء - آش كيتشام
  - فيلم بوكيمون: آركيوس و جوهرة الحياة - آش كيتشام
  - فيلم بوكيمون: زوروارك سيد الأوهام - آش كيتشام
  - فيلم بوكيمون بلاك: فيكتيني و ريشيرام - آش كيتشام
  - فيلم بوكيمون وايت: فيكتيني وزيكروم - آش كيتشام
  - فيلم بوكيمون: كيوريم ضد سيف العدالة - آش كيتشام
  - فيلم بوكيمون: جينيسيكت و نهوض الأسطورة - آش كيتشام
  - فيلم بوكيمون: ديانسي و شرنقة الدمار - آش كيتشام
  - فيلم بوكيمون: هوبا و صراع الأزمنة - آش كيتشام
  - فيلم بوكيمون: فولكانيون و الأعجوبة الميكانيكية - آش كيتشام
  - فيلم بوكيمون: أنا أختارك! - آش كيتشام
  - فيلم بوكيمون: قوتنا - آش كيتشام
  - فيلم بوكيمون: ثأر ميوتو: التطور - آش كيتشام
- بيرفكت بلو - رومي
- يوغي: الجانب المظلم للأبعاد - باكورا

## أدوارها في ألعاب الفيديو
- كينغدوم هارتس II - ميغارا

## أدوارها في الدبلجة اليابانية
- فريق القرود - تشيرو
- أنجيلا أناكوندا - أنجيلا أناكوندا
- مذكرات بريدجيت جونز - بريدجيت جونز
- شيكاغو - روكسي هارت
- زولاندر - ماتيلدا جيفريز
- صبا - أوليفيا إيفانز

## وصلات خارجية
- ريكا ماتسوموتو على موقع IMDb (الإنجليزية)
- ريكا ماتسوموتو على موقع ميوزك برينز (الإنجليزية)
- ريكا ماتسوموتو على موقع أول موفي (الإنجليزية)
- ريكا ماتسوموتو على موقع أول ميوزيك (الإنجليزية)
- ريكا ماتسوموتو على موقع ديسكوغز (الإنجليزية)
- ريكا ماتسوموتو على موقع قاعدة بيانات الفيلم (الإنجليزية)
- ريكا ماتسوموتو على موقع ANN person (الإنجليزية)

- صفحة IMDb